# 象山书院
象山书院，最初称为象山精舍，由陆九渊及其学生彭世昌于1187年创办，地点在江西贵溪上清镇东南的应天山，象山精舍的宗旨是："明理"、"志道"、"做人"。由于陆九渊的影响力，象山精舍吸引了成百上千的问学者。1191年 (绍熙二年)，陆九渊离开精舍后，第二年即去世，象山书院后趋于衰落。
1231年 (绍定四年)，象山精舍迁建于贵溪县城河对岸的三峰山下徐岩，第二年得诏赐"象山书院"匾额，书院逐渐发展兴旺。此后元朝时趋于没落。1484年 (明成化二十年)，再度奉诏修缮象山书院，正德、嘉靖年间，象山书院更加发展壮大。但到了1579年 (明万历七年)，由于张居正的影响，象山书院跟其他许多书院一样被废除。明朝时期，象山书院与白鹿洞书院、鹅湖书院、白鹭洲书院并列为江西四大书院。
清朝时期，在江西先后出现过
- 万安山象山书院，始于1745年 (乾隆十年)，位于贵溪城西巍峙溪旁万安山，知县彭之锦所倡；
- 梅花墩象山书烷，始于1810年 (清嘉庆十五年)；
- 旧当铺象山书院、始于1863年 (同治二年)，知县周葭浦所倡；
- 金溪象山书院，1233年，陈泳之在陆九渊故乡金溪建造一所象山书院。